# S:t Johannis kyrka, Uppsala
S:t Johannis kyrka är en kyrkobyggnad i Uppsala tidigare tillhörande S:t Johannis Metodistförsamling, del av dåvarande Metodistkyrkan i Sverige. Församlingens verksamhet startade år 1872, varpå kyrkobyggnaden upprättades år 1874 enligt osignerade ritningar. Ett år därefter invigdes kyrkan av metodistbiskop Matthew Simpson.
På 1930-talet var församlingen aktiv, med omkring 700-800 deltagande söndagsskolebarn. Men redan under 1920-tal märktes i metodistförsamlingar från flera håll i Sverige att medlemsantalet sjönk. Vilket anades bero på en rädsla för bristen på andlighet, där Uppsala pekades ut som skräckexempel. Detta i och med stadens växande så kallade nyteologi, vilken ansågs beröva kristenheten från andlighet, mirakler och ibland även erkännandet av Jesus som gudomlig. Därtill flyttades den dåvarande Metodistkyrkans teologiska skola från Uppsala till Överås år 1923, för att undvika influens från Uppsalateologi. Men att medlemsantalet då sjönk från omkring 900 till 300, misstänks även istället bero på valet att flytta skolan. Därefter fortsatte medlemsantalet sjunka fram till år 2002, då det fanns kvar ca 45 medlemmar varav 15 var aktiva. Av denna anledning sålde församlingen sina kyrkolokaler det året.

## Orgel
Den nuvarande pneumatiska orgeln byggdes 1922 av Furtwängler & Hammer, Hannover, Tyskland. Orgeln har renoverats flera gånger.
| Huvudverk I          | Svällverk II         | Pedal                              | Koppel    | Övrigt                  |
| Flûte harmonique 16' | Lieblich Gedackt 16' | Subbas 16'                         | I/P       | Registersvällare        |
| Principal 8'         | Principal 8'         | Violon 16'                         | II/P      | Två fria kombinationer  |
| Gedackt 8'           | Rörflöjt 8'          | Ekobas 16' (transmitterad från II) | II/I      | Fasta kombinationer     |
| Spetsgamba 8'        | Salicional 8'        | Flöjt 8'                           | II 16'/I  | Automatisk pedalväxling |
| Octava 4'            | Voix celeste 8'      | Octava 4'                          | II 4'/I   |                         |
| Täckflöjt 4'         | Principal 4'         | Basun 16'                          | II 16'/II |                         |
| Kvinta 2 2⁄3'        | Flûte octaviante 4'  | Corno 8'                           | II 4'/II  |                         |
| Octava 2'            | Waldflöjt 2'         |                                    |           |                         |
| Mixtur 4-5 chor      | Larigot 1 1⁄3'       |                                    |           |                         |
| Trumpet 16'          | Obo e 8'             |                                    |           |                         |
| Trumpet 8'           | Clarinette 8'        |                                    |           |                         |
|                      | Crescendosvällare    |                                    |           |                         |